# Ваља Сеака (Јаши)
Ваља Сеака (рум. Valea Seacă) насеље је у Румунији у округу Јаши у општини Ваља Сеака. Oпштина се налази на надморској висини од 253 m.

## Становништво
Према подацима из 2011. године у насељу је живело 1782 становника.